# Kareem Reid
Kareem Reid (ur. 27 sierpnia 1975 w Nowym Jorku) – amerykański koszykarz, występujący na pozycji rozgrywającego.
W 1994 wystąpił w meczu gwiazd amerykańskich szkół średnich - McDonald’s All-American.
Został uznany za jednego z najlepszych streetballerów w historii koszykówki ulicznej przez wiele portali oraz magazynów sportowych. Przez całą swoją karierę, już od szkoły średniej, grywał w ligach letnich oraz turniejach streetballowych na terenie całego Nowego Jorku, ale i nie tylko. Wielokrotnie sięgał po mistrzostwo (2002–2004) ligi EBC (Entertainers Basketball Classic), rozgrywanej w nowojorskim Rucker Parku, gdzie reprezentował drużynę grupy muzycznej Terror Squad. W 2004 roku zdobył mistrzostwo, pokonując w finale drużynę prowadzoną przez Gilberta Arenasa i Barona Davisa, uzyskując przy tym statuetkę MVP.

## Osiągnięcia
NCAA
- Uczestnik[4]:
  - rozgrywek Sweet Sixteen turnieju NCAA (1996)
  - rozgrywek Final Four turnieju NIT (1997)
  - turnieju NCAA (1996, 1998, 1999)
- Zaliczony do[4]:
  - I składu:
    - pierwszoroczniaków konferencji Southeastern (SEC – 1996)
    - I składu turnieju konferencji SEC (1999)[5]

  - II składu SEC (1997)
- Lider konferencji SEC w asystach (1997)[6]

Drużynowe
- Mistrz:
  - ABA (2005)
  - NBDL (2004)
- Wicemistrz:
  - USBL (2003)
  - CBA (2007)
- Uczestnik rozgrywek:
  - Euroligi (1999/2000)
  - EuroChallenge (2008/09)

Indywidualne
- MVP:
  - ABA (2005)
  - finałów ABA (2005)
- Rezerwowy Roku USBL (2007)
- Wybrany do:
  - I składu:
    - ABA (2005)
    - USBL (2003)
    - defensywnego USBL (2003)

  - II składu USBL (2001, 2007)
  - składu D-League Honorable Mention (2004)[5]
- Lider:
  - strzelców USBL (2005)
  - w asystach:
    - USBL (2003, 2005, 2007)
    - francuskiej ligi:
      - Pro A (2009, 2010, 2012)
      - Pro B (2008)

    - D-League (2006)[7]
- Uczestnik meczu gwiazd:
  - ABA (2005)[8]
  - francuskiej ligi LNB Pro A (2009)[9]